# Aristodème de Nysa
Pour les articles homonymes, voir Aristodème.
Aristodème de Nysa (en grec ancien Ἀριστόδημος / Aristódêmos ; 110 av. J.-C.-30 av. J.-C.) est un historien et rhéteur grec.

## Biographie
On ne sait que de peu de choses sur sa vie, si ce n'est qu'il naquit à Nysa d'une famille d'intellectuels et de grammairiens et qu'il enseigna dans une des grandes métropoles du savoir antique, Rhodes. Il eut aussi, lors d'un voyage à Rome vers 55 av. J.-C., l'occasion de devenir un familier du consul romain Pompée, qui le chargea de l'éducation de ses deux fils, avant d'ouvrir une école dans sa cité de Nysa, sur le Méandre, en Asie Mineure. 
Il fut l'ami de l'écrivain et poète Parthénios de Nicée. On estime que le savant Strabon fait référence à son enseignement dans sa Géographie (XIV-5).

## Œuvre
Il est l'auteur d'une Histoire, en au moins 5 livres, dont une partie nous est parvenue grâce à un manuscrit du Mont Athos qui en a conservé quelques fragments (livres IV et V). 
Il écrivit aussi, selon Mommsen (Histoire romaine, Livre V, chap. XII) une Rhétorique de la flatterie où il tentait notamment de démontrer au public de Rome par défi rhétorique qu'Homère était romain. 
On lui attribue enfin un Recueil mythologique.

## Fragments de sonHistoire
Dans les deux derniers livres de son Histoire qui sont arrivés jusqu'à nous sont relatés les événements de la guerre des Grecs contre les Perses du roi Xerxès Ier, jusqu'aux prémices de la guerre du Péloponnèse. Ces fragments historiques sont précieux à plus d'un titre ; ils relatent des faits compris entre les deux œuvres conservées des grands historiens Hérodote et Thucydide, présentés avec clarté. Ces faits sont visiblement inspirés de l'Abrégé d'Hérodote, œuvre de Théopompe aujourd'hui perdue, et des écrits d'Éphore pour la période précédant la guerre du Péloponnèse (si l'on rapproche ce récit de celui fait par Diodore de Sicile, qui s'inspire d'Éphore).
On possède aussi grâce à Parthénios de Nicée ' un fragment du premier livre de l'histoire d'Aristodème 
Parthenius a legerement retouché le récit de l'historien, pour le faire correspondre à son souci poétique et narratif : (citation in extenso ci après)
"Du Premier livre des Histoires d'Aristodème de Nysa, mais les noms changent, puisqu'il appelle Hérippé Euthymie et le Barbare Cavaras : (sic)
1. Quand les Galates envahirent l’Ionie et mirent à sac les cités, à Milet on célébrait les Thesmophories ; comme les femmes étaient rassemblées dans le temple qui se trouvait à peu de distance de la ville, une escouade de barbares, détachée du gros de la troupe, pénétra dans le territoire milésien et, en une prompte incursion, enleva les femmes.
2. Par la suite, les Ioniens obtinrent leur liberté contre beaucoup d’argent et d’or, à part quelques-unes auxquelles les barbares s’étaient attachées, et qu’ils emmenèrent avec eux. Parmi elles se trouvait aussi Hérippé ; elle était l’épouse de Xanthos, un homme issu d’une famille de Milet, illustre et prestigieuse, et elle laissait un enfant de deux ans.
3. Xanthos, qui désirait ardemment la retrouver, réduisit en argent une partie de ses biens, et réunit deux mille pièces d’or. Il se rendit d’abord en Italie puis, accompagnés par quelques-uns de ses hôtes, il gagna Marseille et, de là, le pays des Celtes.
4. Finalement, arrivé à la maison où sa femme partageait la vie d’un des Celtes parmi les plus illustres, il demanda à être reçu. On lui accorda immédiatement l’hospitalité ; à peine fut-il entré que sa femme vint le serrer dans ses bras avec beaucoup d’affection, et elle lui souhaita la bienvenue.
5. Quand le Celte arriva, Hérippé lui décrivit les pérégrinations de son mari, qui était venu exprès pour elle, pour payer la rançon. Le Celte loua les sentiments de Xanthos puis, ayant réuni les membres de sa famille, il organisa un festin en l’honneur de son hôte. Comme les libations se poursuivaient, il plaça sa femme à côté de lui et, par le biais d’un interprète, il se renseigna sur la nature de ses biens. Après que Xanthos lui eut répondu qu’ils consistaient en mille pièces d’or, le barbare l’invita à diviser la somme en quatre ; qu’il conserve pour lui-même, sa femme et son enfant les trois-quarts, le dernier servirait de rançon pour son épouse.
6. Dès qu’ils furent couchés, la femme adressa des reproches à Xanthos : il avait promis au barbare tout cet or qu’il ne possédait pas, et il courait un grave danger s’il ne tenait pas son engagement.
7. Mais il lui répondit qu’il avait caché mille autres pièces d’or dans les chaussures de ses esclaves ; en effet, il n’espérait pas tomber sur un barbare aussi loyal, et il estimait qu’il aurait besoin d’une somme élevée pour la rançon. Le jour suivant, sa femme révéla au Celte la quantité d’or et l’exhorta à tuer Xanthos, ajoutant qu’elle le préférait, lui, à sa patrie et à son fils ; quant à Xanthos, elle ne le supportait absolument pas.
8. Ces déclarations déplurent fortement au barbare ; il décida même de la punir. Quand Xanthos se disposa à partir, le Celte l’accompagna avec beaucoup de gentillesse, en emmenant avec lui aussi Hérippé. Quand ils atteignirent les frontières du pays des Celtes, le barbare déclara qu’il voulait accomplir un sacrifice, avant que chacun ne s’en aille de son côté.
9. La victime apportée, il demanda à Hérippé de la maintenir fermement et, tandis qu’elle la maintenait fermement, comme elle l’avait déjà fait par le passé, le barbare éleva son épée, transperça la femme et la décapita ; ensuite, après avoir dévoilé à Xanthos les machinations de son épouse, il lui conseilla de ne pas souffrir pour ce qui était arrivé, et il le laissa emporter tout son or."

## Fragments de son recueil de fables mythologiques
un ouvrage du pseudo Plutarque les parallèles mineurs   cite une légende rapportée par notre historien dans son recueil au livre III :
"Une épidémie s'était abattue sur Sparte. Le dieu rendit un oracle disant qu'elle prendrait fin si on sacrifiait chaque année une jeune fille de noble origine. Le sort désigna Hélène qui fut poussée en avant, parée pour le sacrifice, lorsqu'un aigle descendit du ciel, arracha le couteau, le transporta vers le troupeau et le laissa tomber sur une génisse. Cela amena les Spartiates à renoncer à immoler des jeunes filles. C'est ce que raconte Aristodème dans son Troisième Recueil de Fables." (sic)

## Œuvres
- Histoires (un grand abrégé)
- Recueil mythologique[4]

## Traduction de son ouvrage historique
- C. Wescher, « Fragments inédits de l'historien grec Aristodème », dans Revue Archéologique, juillet/décembre 1867,  p. 363[5].
- Voir traduction en ligne Wiki Source